# Anthriscus ruprechti
Anthriscus ruprechti är en flockblommig växtart som beskrevs av Pierre Edmond Boissier. Anthriscus ruprechti ingår i släktet småkörvlar, och familjen flockblommiga växter. Inga underarter finns listade i Catalogue of Life.